# Balcones de la Calera
Balcones de la Calera är en ort i Mexiko.   Den ligger i kommunen Tlajomulco de Zúñiga och delstaten Jalisco, i den centrala delen av landet, 400 km väster om huvudstaden Mexico City. Balcones de la Calera ligger 1 575 meter över havet och antalet invånare är 497.
Terrängen runt Balcones de la Calera är platt åt nordost, men åt sydväst är den kuperad. Runt Balcones de la Calera är det ganska tätbefolkat, med 108 invånare per kvadratkilometer. Närmaste större samhälle är Hacienda Santa Fe, 14,5 km nordväst om Balcones de la Calera. I omgivningarna runt Balcones de la Calera växer huvudsakligen savannskog.